# Hilleste
Hilleste − wieś w Estonii, w prowincji Hiuma, w gminie Pühalepa.